# Latina Calcio a 5 2014-2015
Questa pagina raccoglie i dati riguardanti il Latina Calcio a 5, squadra di calcio a 5 militante in serie A, nelle competizioni ufficiali del 2014-2015.

## Calciomercato

### Sessione estiva
| Esteban Arellano | LCF Martina   |
| Fabiano Assad    | Araz Naxçıvan |
| Vinícius Bacaro  | Lazio         |
| Gilli            | Lecco         |
| Matías Lara      | Isola         |

| Yuri Bacoli   | Ardenza Ciampino |
| Kike Mocellin | Passo Fundo      |
| Enrico Rosati | Ardenza Ciampino |

### Sessione invernale
| Enrico Rosati | Ardenza Ciampino |

| Fabiano Assad | Luparense |

## Organico

### Prima squadra
| N° | Naz.                                   | Ruolo | Sportivo           | Anno     |  |  |
| -- | -------------------------------------- | ----- | ------------------ | -------- |  |  |
| 24 | Italia (bandiera)                      | POR   | Simone Chinchio    | 01.12.91 |  |  |
| 21 | Italia (bandiera)                      | POR   | Andrea Donazzolo   | 02.10.93 |  |  |
| 19 | Brasile (bandiera)                     | POR   | Gilli              | 08.12.81 |  |  |
| 5  | Argentina (bandiera)                   | DIF   | Esteban Arellano   | 07.01.81 |  |  |
|    | Brasile (bandiera) · Italia (bandiera) | DIF   | Fabiano Assad      | 05.01.80 |  |  |
| 20 | Argentina (bandiera)                   | DIF   | Luciano Avellino   | 12.12.88 |  |  |
| 4  | Italia (bandiera)                      | DIF   | Andrea Natalizia   | 11.10.81 |  |  |
| 22 | Italia (bandiera)                      | LAT   | Luca Angeletti     | 22.08.88 |  |  |
| 13 | Argentina (bandiera)                   | LAT   | Gerardo Battistoni | 21.04.83 |  |  |
| 10 | Argentina (bandiera)                   | LAT   | Matías Lara        | 07.03.86 |  |  |
| 33 | Italia (bandiera)                      | LAT   | Enrico Rosati      | 12.01.91 |  |  |
| 3  | Italia (bandiera)                      | LAT   | Edoardo Saccaro    | 09.03.93 |  |  |
| 8  | Italia (bandiera)                      | LAT   | Andrea Terenzi     | 06.01.89 |  |  |
| 7  | Brasile (bandiera) · Italia (bandiera) | PIV   | Vinícius Bacaro    | 20.08.78 |  |  |
| 9  | Argentina (bandiera)                   | PIV   | Lucas Maina        | 26.06.85 |  |  |
| 11 | Brasile (bandiera)                     | PIV   | Gustavo Menini     | 02.04.85 |  |  |
| 18 | Italia (bandiera)                      | PIV   | Luigi Vernillo     | 16.04.93 |  |  |

### Under-21
| N° | Naz.              | Ruolo | Sportivo          | Anno     |  |  |
| -- | ----------------- | ----- | ----------------- | -------- |  |  |
|    | Italia (bandiera) | POR   | Maurizio Landucci | 26.11.96 |  |  |
| 23 | Italia (bandiera) | LAT   | Giuseppe Vinci    | --.--.-- |  |  |

## Risultati

### Serie A

#### Girone di andata
| Arbitri: | Damiano Calaprice (Bari) Gianfranco Di Padova (Termoli) |
| Crono:   | Wladimir Dante (Ciampino)                               |

|                  |           |                              |
| Avellino 28'24’’ | Marcatori | 2'35’’ Nora 39'32’’ Mauricio |

| Arbitri: | Carmelo Loddo (Reggio Calabria) Giovanni Beneduce (Nola) Andrea Campi (Ciampino) |
| Crono:   | Francesca Muccardo (Roma 1)                                                      |

| |           |                    |
| Paulinho 10'49’’ (t.l.) Marquinho 17'35'’, 24'41'’ Duarte 31'31’’ Corsini 35'37’’ Mentasti 36'33’’ | Marcatori | 29'02’’ Battistoni |

| Arbitri: | Ruggiero Chiariello (Barletta) Giuseppe Di Gregorio (Enna) |
| Crono:   | Daniele Fratangeli (Frosinone)                             |

|                                                              |           |  |
| Battistoni 27'31’’, 39'34’’ Avellino 32'40'’ Fabiano 38'27’’ | Marcatori |  |

| Arbitri: | Francesco Nitti (Barletta) Walter Mameli (Cagliari) |
| Crono:   | Gianluca Gentile (Roma 1)                           |

|                                                                             |           |                 |
| Cuzzolino 3'45'’ Leitão 17'03'’, 24'37'’ Murilo 21'31'’ De Oliveira 39'17'’ | Marcatori | 35'48'’ Fabiano |

| Arbitri: | Michele Bensi (Grosseto) Angelo Galante (Ancona) |
| Crono:   | Mario Filippini (Roma 1)                         |

|                                                                    |           |                                                                                             |
| Bacaro 30'05'’ Battistoni 31'31'’ Fabiano 34'05'’ Avellino 39'52'’ | Marcatori | 3'45'’, 22'28'’ Ramon 5'50'’ Follador 19'28'’, 26'57'’ Jonas 32'26'’ Romano 33'40'’ Fortino |

| Arbitri: | Marco Delpiano (Cagliari) Filippo Ragalà (Bologna) |
| Crono:   | Antonio Annunziato Belsito (Lamezia Terme)         |

|                                                          |           |                |
| Vieira 3'10'’, 38'19'’, 38'54'’ Urio 19'53'’, 19’ (t.l.) | Marcatori | 29'19'’ Menini |

| Arbitri: | Luca Rutigliano (Bari) Mauro De Coppi (Conegliano) Francesca Muccardo (Roma 1) |
| Crono:   | Giovanni Nero (Latina)                                                         |

|                                                              |           |                                       |
| Maina 8'59'’ Terenzi 24'19'’ Avellino 36'26'’ Bacaro 39'16'’ | Marcatori | 3'32'’ Tuli 6'20'’ Laion 29'43'’ Kaká |

| Arbitri: | Alessandro Malfer (Rovereto) Giuseppe Di Gregorio (Enna) Daniele Fratangeli (Frosinone) |
| Crono:   | Vincenzo Francese (Battipaglia)                                                         |

|              |           |                            |
| Adami 9'22'’ | Marcatori | 35'29'’ Avellino 40’ Maina |

| Arbitri: | Fabio Gelonese (Saronno) Luca Rutigliano (Bari) |
| Crono:   | Daniele Ferretti (Roma 1)                       |

|                       |           |                                                |
| Bacaro 3'56'’, 8'20'’ | Marcatori | 8'05'’ Rogério 15'56'’, 24'20'’, 37'53'’ Canal |

| Arbitri: | Giancarlo Lombardi (Roma 1) Daniele Di Resta (Roma 2) |
| Crono:   | Andrea Campi (Ciampino)                               |

|                                                      |           |                    |
| Chimanguinho 17'02'’, 28'34'’, 35'36'’ Suazo 30'36'’ | Marcatori | 31'20'’ Battistoni |

#### Girone di ritorno
| Arbitri: | Francesco Cirillo (Rovereto) Francesco Paolo Spinazzola (Barletta) |
| Crono:   | Luca Bizzotto (Castelfranco Veneto)                                |

|                                                                                   |           |                                                    |
| Giasson 11'52’’ Waltinho 13'36’’ Giasson 21'02’’ Caverzan 26'36’’ Giasson 34'44’’ | Marcatori | 21'17’’ Battistoni 36'57’’ Bacaro 39'19’’ Avellino |

| Arbitri: | Filippo Ragalà (Bologna) Alessandro Maggiore (Bologna) |
| Crono:   | Mario Filippini (Roma 1)                               |

|                                   |           |                                                            |
| Bacaro 18'11'’ Battistoni 38'27'’ | Marcatori | 29'39'’ Paulinho 34'31'’, 38'38'’ Manfroi 34'58'’ Mentasti |

| Arbitri: | Ettore Quarti (Imperia) Francesco Peroni (Città di Castello) |
| Crono:   | Stefano Zuddas (Cagliari)                                    |

|                                                      |           |                                                                                                 |
| Nurchi 27'27'’ Massa 29'26'’ Avellino 30'46'’ (aut.) | Marcatori | 17'22'’ Maina 19'09'’ Arellano 25'12'’, 31'34'’ Bacaro 34'09'’ Avellino 35'36'’, 36'58'’ Menini |

| Arbitri: | Lorenzo Cursi (Jesi) Nicola Maria Manzione (Salerno) Daniele Intoppa (Roma 2) |
| Crono:   | Simone Micciulla (Roma 2)                                                     |

|                                |           |                                   |
| Avellino 15'32'’ Maina 32'10'’ | Marcatori | 6'24'’, 26'04'’, 39'28'’ Cavinato |

| Arbitri: | Walter Mameli (Cagliari) Gianmichele Frasconi (Olbia) |
| Crono:   | Ettore Quarti (Imperia)                               |

|                                                       |           |                                                        |
| Chimanguinho 15'07'’, 15'38'’ Torrás 19'37'’, 39'13'’ | Marcatori | 4'40'’, 34'18'’ Lara 11'05'’ Menini 11'42'’ Battistoni |

| Arbitri: | Andrea Sabatini (Bologna) Nicola Zanna (Ferrara) |
| Crono:   | Giovanni Nero (Latina)                           |

|                                                     |           |               |
| Bacaro 11'51'’ Battistoni 12’, 37'30'’ Lara 28'18'’ | Marcatori | 2'40'’ Vieira |

| Arbitri: | Vincenzo Francese (Battipaglia) Francesco Novellino (Potenza) |
| Crono:   | Alessandro Maggiore (Bologna)                                 |

|                                |           |             |
| Kaká 17'28'’, 22'59'’, 39'23'’ | Marcatori | 4'38'’ Lara |

| Arbitri: | Mauro Albertini (Ascoli Piceno) Michele Bensi (Grosseto) |
| Crono:   | Giovanni Nero (Latina)                                   |

|                                                                                   |           |                            |
| Menini 5'13'’ Maina 6'31'’, 18'55'’, 30'28'’ Battistoni 19'24'’, 32'40'’, 35'04'’ | Marcatori | 11'29'’, 22'44'’, 35’ Toro |

| Arbitri: | Giuseppe Di Gregorio (Enna) Francesco Cirillo (Rovereto) |
| Crono:   | Daniele Di Resta (Roma 2)                                |

|                                     |           |                    |
| Caputo 6'19'’ PC 9'58'’ Rogério 40’ | Marcatori | 23'49'’ Battistoni |

| Arbitri: | Francesca Muccardo (Roma 1) Daniele Fratangeli (Frosinone) |
| Crono:   | Daniele Ferretti (Roma 1)                                  |

|                                                             |           |                                       |
| Avellino 3'57'’, 8'55'’ Maina 20'41'’, 22'03'’ Lara 35'27'’ | Marcatori | 3'35'’ Alemão 19'48'’, 39'12'’ Lemine |

#### Play-off
| Arbitri: | Gianantonio Leonforte (Vicenza) Mauro De Coppi (Conegliano) Mario Filippini (Roma 1) |
| Crono:   | Daniele Intoppa (Roma 2)                                                             |

|                                                                |           |                                       |
| Maina 8'14'’ Battistoni 11'56'’ Terenzi 19'44'’ Bacaro 39'59'’ | Marcatori | 21'48'’, 22'37'’ Rescia 33'30'’ Canal |

| Arbitri: | Giuseppe Parente (Como) Rocco Morabito (Vercelli) Lorenzo Di Guilmi (Vasto) |
| Crono:   | Viviana Pennese (Vasto)                                                     |

|                                                     |           |              |
| Salas 14'29'’ Canal 22'20'’ Rescia 27'14'’, 35'13'’ | Marcatori | 30'12'’ Lara |

| Arbitri: | Damiano Calaprice (Bari) Vincenzo Giannantonio (Campobasso) Daniele Ferretti (Roma 1) |
| Crono:   | Massimiliano Palombi (Avezzano)                                                       |

|                                                                                                  |           |                               |
| Ercolessi 5'02'’, 13'01'’ (t.l.) Nicolodi 13'25'’ Rescia 25'14'’, 38'37'’ Salas 31'42'’, 32'31'’ | Marcatori | 18'08'’ Avellino 19'53'’ Lara |

### Winter Cup
| Arbitri: | Antonino Tupone (Lanciano) Stefano Mezzadri (Parma) Ferruccio Prima (Crotone) |
| Crono:   | Vincenzo Tafuro (Brindisi)                                                    |

|                                                                         |           |  |
| Pereira 2'49'’ Leandrinho 19'25'’ A. De Luca 34'24'’ Leandrinho 35'02'’ | Marcatori |  |